# Гвадалупе (округ, Техас)
Шаблон:StateAbbr_ 29°35′ пн. ш. 97°57′ зх. д. / 29.58° пн. ш. 97.95° зх. д.
Округ Ґвадалупе (англ. Guadalupe County) — округ (графство) у штаті Техас, США. Ідентифікатор округу 48187.

## Історія
Округ утворений 1846 року.

## Демографія
За даними перепису 2000 року загальне населення округу становило 89023 осіб, зокрема міського населення було 52619, а сільського — 36404. Серед мешканців округу чоловіків було 43833, а жінок — 45190. В окрузі було 30900 домогосподарств, 23831 родин, які мешкали в 33585 будинках. Середній розмір родини становив 3,23.
Віковий розподіл населення поданий у таблиці:
| Стать    | До 15 років | 15-21 | 22-29 | 30-39 | 40-49 | 50-65 | 65-85 | Понад 85 |
| -------- | ----------- | ----- | ----- | ----- | ----- | ----- | ----- | -------- |
| Чоловіки | 10643       | 4862  | 4000  | 6560  | 6721  | 6616  | 4106  | 325      |
| Жінки    | 10272       | 4662  | 4158  | 6826  | 6888  | 6750  | 4915  | 719      |

## Суміжні округи
- Гейс — північ
- Колдвелл — північний схід
- Ґонсалес — південний схід
- Вілсон — південь
- Беар — південний захід
- Комал — північний захід